# لمبارکیین
لمبارکیین (به فرانسوی: Lambarkiyine) یک شهرک در مراکش است که در استان برشید واقع شده‌است. لمبارکیین ۸٬۵۵۹ نفر جمعیت دارد.